# 湯本珠未
湯本 珠未（ゆもと たまみ、1984年5月20日  ）は、日本のAV女優。ファンスタープロモーション所属。

## 略歴・人物
2015年9月にデビューした熟女系AV女優。

## 出演作品

### アダルトDVD
2015年
- 敏感過ぎるEカップ人妻 湯本珠未 36歳 AVデビュー 「お尻はダメって言ったのに…」アナルを舐め回され羞恥プレイで不覚にもイキまくる人妻（9月19日、プレステージ）
- 地方在住人妻 地元初撮りドキュメント 岩手北上編（9月25日、マドンナ）※「平泉洋子」名義
- 本気口説(マジクド)き 人妻編 18 ナンパ▶連れ込み▶SEX盗撮▶無断で投稿（10月1日、MAGIC）他出演:愛原さえ
- 横浜山手にある午後3時迄しか営業していないセレブ妻が働くメンズリラクゼーション倶楽部 3（10月1日、DOC）※「かなえ」名義　他出演:かなこ、あかり、まゆみ
- ヤレる人妻回春マッサージ 6 〜中出し交渉盗撮〜（11月1日、変態紳士倶楽部）他出演:本真ゆり、新山沙弥、西條るり ほか
- 産婦人科痴漢!! 念願の第1子誕生っ!出産未経験の幼な妻にドスケベ産婦人科医のおじさんが、未経験と無知識なのをいいことに、カーテンで仕切られた反応のいい下半身を看護師にもバレないように治療と称して中出しまでっ!!（11月6日、LEO）他出演:潮絢那、柏木りか
- ネトラレ 〜不動産屋に土地も妻も奪われて…〜（11月7日、マドンナ）
- 淋しんぼ母さん 過剰な愛情欲情セックス（11月12日、センタービレッジ）
- 素人妻ナンパ 全員生中出し 4時間 セレブDX 47（11月15日、ロータス）他出演:松井優子、愛原さえ、矢吹京子 ほか
- 街行くアカンそうな素人をナンパ! 「そんなアカン娘を逮捕!」 手錠かけてHな事しちゃいました♥ PART6（11月20日、DOC）他出演:松本メイ、雪本香奈、沖田奈々、一条リオン、菜々葉、本庄瞳、天音琴、桃瀬ゆり ほか
- 清楚顔のこの奥さんの淫乱ぷりがエグ過ぎて…そのギャップに萌えた 全国縦断「Maji」100％ナンパ 素人奥さんご馳走様でした。 名物ほうとうよりも包茎が好き!? 極太チ○ポに大興奮の山梨甲府美人若妻編（11月25日、ビッグモーカル）他出演:宇野杏奈 ほか
- 某ブライダルエステで全身が超敏感オマ○コになる激烈媚薬をオイルに混入し乳首ビン勃ちの美巨乳をねっとり揉みしだかれれば婚前花嫁は声も出せずに痙攣イキ連発!!感じまくって開きっぱなしの子宮口はガチ勃起した他人棒の生挿入・生中出しを拒めない! 2（11月27日、SCOOP）他出演:松坂美紀、槇原愛菜、川越ゆい、江上しほ
- 旅館のコタツでうたた寝している人妻の胸元に光る汗や時折見せる苦しそうな表情が○○○をしている姿に見えてしまい…（12月10日、DOC）他出演:麻生沙奈、池端真実
- 元ミスせいじょ○AVデビュー フランス語堪能な帰国子女38歳人妻の美しすぎるカラダ はじめてづくしの5本番（12月4日、DIY）※「澤田あや」名義
- 舞ワイフ 〜セレブ倶楽部〜 81（12月24日、AROUD）※「水嶋優香」名義　他出演:橋下絵里

2016年
- 接吻若妻三姉妹 夫以外の男に抱かれ、濃厚接吻に溺れて（1月21日、ヒビノ）共演:羽田璃子、阿部乃みく
- 私の妻、お貸しします。（2月5日、LEO）他出演:高嶋亜美、野間あんな
- 一般男女モニタリングAV 街で声をかけた働き盛りの巨乳人妻OLとデカチンすぎて断られ続けて未だに童貞の男子大学生が密室で人生初の筆おろしミッションに挑戦! 旦那よりも大きい若者デカち○ぽを奥まで挿入された欲求不満妻は身体がのけぞるほど連続本気イキ! 合計26回!!（2月6日、ディープス）※「さなえ」名義　他出演:ひろこ、かずみ、さつき
- 「10周年記念 『おばさんで本当にいいの?』贅沢8セックスSPECIAL 若くて硬い勃起角度150度の少年チ○ポに抱きつかれたおばさん看護師はヤられても優しすぎて断れない」（2月6日、DANDY）他出演:武藤あやか、竹内れい子、黒崎潤、臼井さと美 ほか
- 生チ○ポ観察! ピュアなお嬢さんたちにじっくり見てもらいました（2月19日、DOC）※「みさこ」名義　他出演:さゆり、あや、かな、りな、みき、ひとみ、みさき、みお
- 覗き見 盗撮 人妻たちのいやらしい秘密の情事（2月26日、アテナ映像）他出演:高嶋亜美、村上かな
- 「10周年記念 ママさんバレーの合宿所で優しくヤられまくりSPECIAL 少年の勃起チ○ポを見て欲情した若妻は即ハメせずには終われない」（3月5日、DANDY）共演:花咲いあん ほか
- 酔って帰ってきたダンナのチ○ポをしゃぶる奥さん そのエロ尻をドアの隙間から覗き見ていた部下は我慢できずチ○ポをヌルヌルのマ○コに即ハメ!（4月22日、アテナ映像）他出演:谷原希美、城崎桐子
- 温泉宿のマッサージを頼んだ夫婦。 奥さんが先にマッサージを受けることになり、旦那が外出。次第にきわどい部分を攻める温泉宿のマッサージに困惑するが、欲求不満もあって次第に発情?! 旦那がいつ戻るか分からないが、もう後戻り出来ない… じらされ欲しがりイカされまくる人妻たちの温泉トリップッ!!（5月1日、LEO）他出演:小崎里美、和泉潤
- 親友恋愛 〜レズビアンまでの距離〜（5月1日、U&K）共演:羽田璃子
- 人妻中出したっぷり7連発!! 3（6月3日、LEO）他出演:矢吹京子、宮部涼花、柏木りか、水原さな、白石悠、北川エリカ
- 「満員バスでグルのカップルの濃厚キスを見せつけてからキスまで3cm 巨乳おばさんと息がかかるほど密着したらヤれた」 VOL.1（6月9日、DANDY）他出演:村上涼子、青木りん、京野美麗
- 人妻姉妹レズビアン 女と女でヤル濃厚接吻と背徳性行為（7月21日、ヒビノ）共演:阿部乃みく
- 調教志願の人妻 奈落の肉奴隷 7（8月1日、中嶋興業）
- ブルセラショップにやってきた素人妻（9月8日、F&A）他出演:佐々木あき
- 実録! イケメン自宅連れ込みナンパ! 人妻と交尾するまでの一部始終を完全盗撮 2（9月9日、ナンパHEAVEN）他出演:涼子
- マジックミラー号 ジム帰りの熟れムレ若妻に拘束電マ責め! 無防備なだらしない胸元・脇がそそる奥さま達の悶絶本気イキ潮吹き10連発! in世田谷（10月6日、SODクリエイト）他出演:彩奈リナ、小谷みのり、早野いちか、福咲れん、桜乃ゆいな ほか
- 経験豊富な優しい素人人妻が最高の童貞筆おろし 7（10月6日、アイエナジー）他出演:和泉潤、沙原さゆ、河井美香
- 悪質クレーマーに脅され いいなり状態になる号泣美人OL（10月28日、なでしこ）他出演:伊吹涼子、羽田璃子
- OLノーパンパンスト内大量射精痴漢（11月7日、アパッチ）他出演:霧島さくら、加納綾子、柳あきら ほか
- マグロ君に大人気! オマ○コを持て余している奥様2人が同時にチ○ポを攻めてくれてしかも店に内緒で挿入しようとしてくる出張人妻メンズエステがあるという噂は本当か?（11月11日、SCOOP）他出演:沙原さゆ、川越ゆい、木下寧々、早野いちか、成澤ひなみ
- セレブ人妻御用達代官山蜜壷オイルエステ（11月20日、スターパラダイス）他出演:浜崎真緒、椿かなめ、柊衣織
- 結婚3年目×ムッツリすけべ×地味な人妻がAV出演 コンドーム外して生中出し!（11月20日、スターパラダイス）
- ガチ中出しされた美人妻（11月20日、ジュエル）※「瀬野かずき」名義
- 一流AV男優にマジックミラー号を貸す代わりに、プライベートのSEXを見せてくれと頼んだら“今”本気で口説いている巨乳人妻をお持ち帰りしてきた!?（11月23日、SODクリエイト）他出演:吹石れな、斉藤みゆ
- 汗だく淫乱 人妻ジョガー（11月25日、靖云会）※「森高郁子」名義
- 子育てが一段落した奥様たちの間で今危険な火遊びが止まらない! 息子の友達だろうとおかまいなし!チ●ポご無沙汰ママたちは勃ちっぱなしの絶倫少●棒を寂しいマ●コから離せない! 家族の目を盗んでいつでもズコバコ どこでも生でハメっぱなし!! 2（11月25日、SCOOP）他出演:和泉潤、芦名ユリア、倉馬ちよ
- 一般男女モニタリングAV レズver. 幼稚園帰りのママ友同士が旦那と子供がいない間に2人っきりの自宅で人生初のイカせ合いレズHに挑戦! 素人妻が恥じらいながらもレズキス／相互手マン／レズクンニ／レズ玩具／貝合わせ♥ “1回イったら10万円”の過激ルールで連続本気イキ合計32回!（12月7日、ディープス）他出演:佐々木あき、羽田璃子、とみの伊織、天野弥生 ほか
- イケメンの友達がほろ酔い状態の女子を僕の部屋に連れて来た!女に無縁の僕にはそれだけで大興奮なのに超過激でHな王様ゲームが始まっちゃって… 巨乳OL編 4（12月7日、お夜食カンパニー）他出演:若槻みづな、あさひ奈々、有坂つばさ
- マジックミラー号 経産婦(出産経験のある人妻)の初めての極太黒人チ○ポ体験（12月22日、SODクリエイト）※「みなこ」名義　他出演:みほ、ゆりこ、たかこ
- ガチLOVE不倫デート 3（12月25日、セレブの友）

2017年
- 一般男女モニタリングAV 街行く心優しい巨乳の奥様が悩める男子大学生の早漏改善のお手伝いに挑戦! 「まだイッちゃダメ…」 イキたくてもイカせてくれないゆっくりねっとり超スローピストンSEXに早漏チ○ポは暴発を我慢できるのか!?（1月7日、ディープス）※「かえで」名義　他出演:さやか、はるな、しほ
- 母親のおかげでママ友と毎日エッチなことをしています。 ひきこもり息子の命令に絶対服従する母。 　外に出たくないけど人一倍性欲がある息子の命令でAVをレンタルしに行かされたり、挙げ句の果てには手コキやフェラまでしてお世話をする母。息子の要求はどんどん過激になっていき…。遂に母はママ友たちを呼んでティーパーティーを開き、息子に指示された通りに睡眠薬を入れるまでに…。そして眠るママ友。そこに息子が現れて…。（1月7日、Hunter）他出演:平清香、桃瀬ゆり、羽田璃子、成宮いろは、葵千恵 ほか
- 旦那が居ぬ間の半日凌辱! 旦那が居ない隙に家に押し入り美人若妻を拘束&監禁! 好きな時、好きなだけ挿しまくって何度も何度も中出し! 何度挿しても声も上げずにじっと耐える若妻を最後は媚薬漬けにして何度も何度も中出しして今度は一緒に楽しんじゃいました!!（1月19日、アパッチ）他出演:黒瀬萌衣、日比乃さとみ、春日部このは
- 義弟に中出しされる清楚な人妻（2月1日、人妻文化センター）
- 若妻だらけの定時制高校! 3 イジメられ高校を退学したボクが夜間定時制高校に入学したら、クラスメイトがボクよりかなり年上の若妻だらけ!しかもみなさん現役高校生の僕が初々しくて可愛いようで前の学校とは一転まさかの人気者に!しかもしかも若妻さんたちは欲求不満のようでボクの事を誘惑してきたりして…（2月7日、Hunter）共演:若槻みづな、羽生ありさ、柳あきら、今井ゆあ、葵千恵、加藤ツバキ
- 『兄嫁はボクの言いなり!!』 実家に嫁いできた兄嫁は、ボクに弱みを握られいつでもどんな時でもエッチな命令に逆らえない!誰にも助けを求められずただひたすら我慢して、我慢して…感じまくってる!!（2月7日、お夜食カンパニー）他出演:江上しほ
- 一般男女モニタリングAV SEX依存症の巨乳人妻は突然目の前に出されたフル勃起デカチンを我慢できず本能のおもむくままに汗だくグラインド騎乗位! 旦那より大きい絶倫チ○ポでオマ○コをかき回されのけ反るほどの快楽に精子が出なくなるまで搾り取る生ハメ連続射精SEX!! 中出し合計17発!（3月7日、ディープス）※「まき」名義　他出演:なおこ、さちこ、よしえ
- 友達の残念な弟が超どストライク! 「本当は未成年じゃないと愛せない!」そんなアラサーの私は、当然出会いがなくて超欲求不満の崖っぷち! しかし友人の残念な弟(童貞+待望の未成年)の存在を知り、訪ねてみたらビックリ!まさかのどストライク!急なモテ期に戸惑う友達の弟をよそに、もうなりふり構っていられない私は姉がいるにも関わらず弟クンを露骨な誘惑と濃厚ベロキスで発情させて、「もう無理」と言っても離さず何度も発射させました。（3月7日、Hunter）他出演:本真ゆり、西条沙羅、芦名ユリア、北川エリカ
- 10歳以上歳の離れた義理のお姉ちゃんたちが中出しの競い合い! 母親が再婚して突然出来た2人の義理のお姉ちゃんは超巨乳でしかも元ヤリマン女子校出身で3度の飯よりとにかくエッチが大好き!しかもしかも10歳以上も年の離れたフェロモン全開女子!さらに無防備だからパンツ&ブラジャー&胸の谷間なんかはモチロン丸見え!そんなの見せられた日には当然勃起!ほぼ毎日勃起していたらバレてしまい気持ち悪がられると思ったら逆にボクを誘惑してきます。誘惑に負けてエッチしたら最後、2人の義姉がどっちがいっぱい中出しさせるか競い合って大変でした!!（3月19日、Hunter）他出演:大場ゆい、夏希みなみ、有沢りさ、北川エリカ、若槻みづな
- パンチラ&ポロリ連発! 素人限定! 拘束声出し我慢ゲーム（3月19日、ATOM）他出演:美泉咲、本真ゆり、若槻みづな、江上しほ